# Les Plus Grands Succès de Chic: Chic's Greatest Hits
Albums de Chic
Risqué
(1979) Real People
(1981)
Les Plus Grands Succès de Chic: Chic's Greatest Hits est la première compilation du groupe américain Chic, sortie en décembre 1980 chez Atlantic Records. Elle comprend les plus grands succès de leurs trois premiers albums : Chic (1977), C'est chic (1978) et Risqué (1979).
La compilation de sept titres fut la seule compilation à sortir pendant les six années du groupe chez Atlantic Records. Elle a atteint la 88e place du classement Billboard 200 aux États-Unis et la 30e place au Royaume-Uni. Les diverses éditions européennes remplacent Chic Cheer pour My Forbidden Lover. La compilation permet pour la première fois que la version maxi 45 tours de Everybody Dance est rendu généralement disponible, n'ayant auparavant été publié que promotionnellement.

## Liste des titres
Toutes les chansons sont écrites et composées par Bernard Edwards et Nile Rodgers, sauf Dance, Dance, Dance (Yowsah, Yowsah, Yowsah) co-écrite par Kenny Lehman.
| A1. | Le Freak (7" Edit)                                     | C'est chic | 3:30 |
| A2. | I Want Your Love (7" Edit)                             | C'est chic | 5:20 |
| A3. | Dance, Dance, Dance (Yowsah, Yowsah, Yowsah) (7" Edit) | Chic       | 3:40 |
| A4. | Everybody Dance (12" Mix)                              | Chic       | 8:25 |

| B1. | Chic Cheer           | C'est chic | 4:42 |
| B2. | Good Times (12" Mix) | Risqué     | 8:13 |
| B3. | My Feet Keep Dancing | Risqué     | 6:46 |

La chanson Chic Cheer est remplacée sur les éditions européennes par le titre My Forbidden Lover, extrait de l'album Risqué.

## Crédits
- Alfa Anderson – chant principal (A1, A2, B2)
- Luci Martin – chant principal (B2, B3)
- Norma Jean Wright – chant principal (A4)
- Bernard Edwards – chant principal (B3), guitare basse
- Nile Rodgers – guitare, chant
- Tony Thompson – batterie
- Fonzi Thornton – chant
- Michelle Cobbs – chant
- Ulland McCullough – chant
- Luther Vandross – chant
- David Lasley – chant
- Robin Clark – chant
- Diva Gray – chant principal (A1)
- Sammy Figueroa – percussion
- Robert Sabino – claviers, clavinet, piano acoustique et piano électrique
- Andy Schwartz – claviers, clavinet, piano acoustique et piano électrique
- Raymond Jones – claviers
- Robert Sabino – claviers, Fender Rhodes
- Tom Coppola – claviers
- Jon Faddis – trompette
- Ellen Seeling – trompette
- Alex Foster – saxophone
- Jean Fineberg – saxophone
- Barry Rodgers – trombone
- Kenny Lehman – bois
- George Young – flûte, saxophone ténor
- Vito Rendace – flûte, saxophone ténor
- David Friedman – cloches d'orchestre, vibraphones
- Jose Rossy – cloches tubulaires
- Gloria Augustini - harpe
- The Chic Strings :
  - Marianne Carroll – cordes
  - Karen Karlsrud – cordes
  - Cheryl Hong – cordes
  - Karen Milne – cordes
  - Valerie Haywood – cordes
- Gene Orloff – chef d'orchestre
- Alfred Brown – chef de cordes

Production
- Bernard Edwards – réalisateur pour Chic Organization Ltd.
- Nile Rodgers – réalisateur pour Chic Organization Ltd.
- Kenny Lehman - co-réalisateur (A4)
- Jackson Schwartz – ingénieur du son
- Jeff Hendrickson - ingénieur du son
- Jim Galante - ingénieur du son
- Peter Robbins - ingénieur du son
- Ray Willard - ingénieur du son
- Burt Szerlip - ingénieur du son
- Dennis King – mastering

Toutes les chansons sont enregistrées et mixées à la Power Station, ville de New York. Masterisé aux Atlantic Studios, NY.

## Classements hebdomadaires
| Classement (1979–80)                | Meilleure position |
| ----------------------------------- | ------------------ |
| États-Unis (Billboard 200)          | 88                 |
| États-Unis (Top R&B/Hip-Hop Albums) | 44                 |
| Pays-Bas (Mega Album Top 100)       | 47                 |
| Royaume-Uni (UK Albums Chart)       | 30                 |